# Bajo Stanišić
Bajo Stanišić (Vinići kod Danilovgrada, 1890. – Ostrog, 21. listopada 1943.), četnički pukovnik i suradnik okupatora u borbi protiv crnogorskih partizana u Drugom svjetskom ratu.

## Životopis
Rođen je u Vinićima kod Danilovgrada 1890. godine. Osnovnu školu završio je u Barama Šumanovića, a dočasničku školu na Cetinju 1907. U Prvom i Drugom balkanskom ratu bio je zapovjednik Vinićke čete. Ranjen je na Skadru 29. listopada 1912. godine. U Prvom svjetskom ratu je časnik Crnogorske vojske, pa je 1916. godine interniran u njemački logor „Boldogason“ u kojem je proveo vrijeme do pada Habsburške Monarhije 1918. Primljen je u jugoslavensku kraljevsku vojsku, pa je službovao u Beogradu, Mariboru, Bileći i Trebinju. U Bileći je vršio dužnost zapovjednika Podčasničke akademije. Čin pukovnika dobio je 1940. godine. 
U doba Travanjskog rata bio je zapovjednik 38. puka koji je jedini napredovao kod Skadra protiv Talijana. Po kapitulaciji se povezao s crnogorskim časnicima, među kojima su bili Pavle Đurišić i Đorđije Lašić. Počeo je pripreme za dizanje ustanka. Tijekom ustanka 1941. bio je član privremenog zapovjedništva narodnooslobodilačkih skupina Crne Gore, a krajem jeseni se nalazio u stožeru Vražegrmsko-Pavkovićko-Petrušinskog Narodnooslobodilačkog pokreta. Ubrzo je napustio vrhovni stožer ustaničke vojske i formirao četničku formaciju koje je bio zapovjednik.
S Talijanima je načinio sporazum 11. veljače 1942. godine u selu Rsojevići kod Danilovgrada i otvoreno se izjašnjavao protiv pokreta otpora. Bio je u svim borbama koje su se protiv partizana vodile na prostoru Crne Gore tijekom cijele 1942. godine. 
Objekt Bralenovice nadomak Danilovgrada, koji je služio kao dječje sirotište, od proljeća 1942. talijanski fašisti i četnici Baja Stanišića su koristili za logor u kojem su zatvarali borce antifašističkog otpora i građansko stanovništvo Danilovgradskog sreza. Najmasovnija hitanja vršena su u travnju i svibnju 1942. Tada je samo u logoru Bralenovica zatvoreno 489 osoba, od »staraca do jednogodišnjeg djeteta«. Jakov N. Jovović izvještava Baja Stanišića o stanju u logoru Bralenovica, pismom br. 8, od 30. svibnja 1942.
U kolovozu 1942. broj zatvorenika se popeo na 610, da bi u pojedinim kritičnim razdobljima dosezao brojku od 700-1 000 zatvorenika, koliko je i iznosio najveći mogući kapacitet. Procjenjuje se da je Stanišić od travnja 1942. do rujna 1943., putem prijekih vojnih sudova i na drugi način, strijeljao i ubio 426 danilovgradskih antifašista.
Početkom 1943. Bajo Stanišić se nalazio u Hercegovini, organizirajući svoje odrede radi uništenja partizanskog pokreta. On je za borbu na Neretvi, u četvrtoj neprijateljskoj ofanzivi, ukupno unovačio 2 400 četnika iz Crne Gore. Talijani su u veljači 1943. Bajove četnike prevezli vlakom iz Nikšića za Mostar.
Bajovi četnici su od okupatora dobivali novčane nagrade za hvatanje i ubijanje partizana u Crnoj Gori. 13. svibnja 1943. godine pukovnik Bajo Stanišić piše iz Danilovgrada zapovjedniku IV. četničkog bataljona kapetanu Špiri Stojanoviću.
Nakon propasti fašističke Italije 1943. Bajo Stanišić se ponudio Nijemcima kao saveznik u borbi protiv NOVJ, o čemu piše predsjedniku općine Nikšić.
U jesen 1943. s generalom Blažom Đukanovićem preselio je svoj štab u samostan Ostrog. Vrhovni partizanski stožer dao je zadatak Petoj proleterskoj crnogorskoj brigadi opsjedati i likvidirati Stanišićev i Đukanovićev stožer na Ostrogu. Napad je počeo 14. listopada 1943. Blažo Đukanović i Bajo Stanišić pružali su žilav otpor iz samog samostana. Nijemci su od 14. do 16. listopada hitno intervenirali jačim dijelovima 750. puka, koje su prebacili iz Primorja, s ciljem deblokirati četnički stožer u Ostrogu i odbaciti 5. brigadu. Međutim, 5. brigada je prinudila njemačke snage 16 listopada, i pored jake podrške topništva i zrakoplovstva, obustaviti napad. Videći da se nalazi u bezizlaznoj situaciji, dio četničkog stožera se predao. Nakon 4 dana opsade, 18. listopada prvi se predao general Đukanović s nešto vojnika, a zatim je osuđen na smrt i strijeljan. Pukovnik Stanišić povukao se u gornji ostroški samostan, očekujući pomoć iz Nikšića. Stanišić je ostao pružati otpor. Poginuo je pucajući s prozora ostroškog samostana.
Sava Vukadinović, delegat vrhovnog četničkog zapovjedništva u Crnoj Gori, povodom pogibije Baja Stanišića i Blaža Đukanovića javio je Mihailoviću da će od Nijemaca tražiti odmazdu nad komunistima.
„Za ubojstvo Baje i Blaža tražio sam od naših ljudi u Podgorici intervenirati preko Nijemaca kako bi se strijeljalo preko 300 komunista".
Srpska pravoslavna crkva, na čelu s Amfilohijem, izgradila je pod Ostrogom Baju Stanišiću spomen-crkvu. Na ime Baja Stanišića nailazi se u mnogim četničkim pjesmama i spjevovima, primjerice u pjesmi Ide vojska od Nikšića. 